# Zhenxun
Zhenxun (斟鄩; Zhēnxún) var en huvudstaden för den förhistoriska kinesiska Xiadynastin och etablerades från ca 1750 f.Kr. f.Kr. Zhenxun låg ca 20 km öster om dagens centrala Luoyang och 9 km sydväst om Yanshi vid södra stranen av Luofloden i Henan. Zhenxun är den huvudsakliga fyndplatsen för Erlitoukulturen.
Zhenxun användes som huvudstad av kungarna Tai Kang, Zhong Kang och slutligen av dynastins sista kung Jie.